# Langlandsprogrammet
Langlandsprogrammet är, inom matematiken, en mängd djupa och inflytelserika förmodanden som relaterar Galoisgrupper i algebraisk talteori till automorfa former och representationsteori för algebraiska grupper över lokala kroppar och adeler. Programmet framlades av Robert Langlands (1967, 1970).